# 대한민국 형사소송법 제459조
대한민국 형사소송법 제459조는 재판의 확정과 집행에 대한 형사소송법의 조문이다.

## 조문
제459조(재판의 확정과 집행) 재판은 이 법률에 특별한 규정이 없으면 확정한 후에 집행한다.

第459條(裁判의 確定과 執行)裁判은 이 法律에 特別한 規定이 없으면 確定한 後에 執行한다.

## 판례
- 대법원 판결은 그 선고로써 확정된다[1]
- 상고심에서 상고이유의 주장이 이유 없다고 판단되어 배척된 부분은 그 판결선고와 동시에 확정력이 발생한다[2]
- 외국판결은 우리나라에서는 기판력이 없으므로 여기에 일사부재리의 원칙이 적용될 수 없다[3].
- 경범죄처벌법상 범칙금제도는 경찰서장 등의 통고처분에 의하여 일정액의 범칙금을 납부하는 기회를 부여하여 그 범칙금을 납부하는 사람에 대하여는 기소를 하지 아니하고 사건을 간이하고 신속, 적정하게 처리, 범칙금의 납부에 따라 확정판결에 준하는 효력이 인정되는 범위는 당해 범칙행위 자체 및 그 범칙행위와 동일성이 인정되는 범칙행위에 한정된다[4].
- 항소이유서 미제출로 항소기각걸정된 경우 제1심판걸의 기판력이 미치는 시간적 한계는 항소기각결정시이다[5].
- 구 병역법 제89조의2 제1호에서 정한 공익근무요원 복무이탈죄의 죄수관계 및 복무이탈행위 중간에 동종의 죄에 관한 확정판결이 있는 경우 일련의 복무이탈행위가 그 전후로 분리된다[6]
- 상습범 등 포괄일죄의 범행중간에 동종의 죄에 관한 확정판결이 있는 경우, 확정판결 전후의 각 사건 사이에는 그 동일성이 인정되지 않는다[7].
- 상습범 포괄적 일죄의 관계에 있는 여러 개의 범죄사실 중 일부에 대하여 유죄판결이 확정된 경우에, 그 확정판결의 사실심판결 선고 전에 저질러진 나머지 범죄에 대하여 새로이 공소가 제기되었다면 …… 판결로써 면소의 선고를 하여야 하는 것 …… 다만 이러한 법리가 적용되기 위해서는 전의 확정판결에서 당해 피고인이 상습범으로 기소되어 처단되었을 것을 필요로 하는 것 …… 상습범 아닌 기본 구성요건의 범죄로 처단되는데 그친 경우에는 …… 상습범으로서의 포괄적 일죄에 해당하는 것으로 판단된다 하더라도 뒤늦게 앞서의 확정판결을 상습범의 일부에 대한 확정판결이라고 보아 그 기판력이 그 사실심판결 선고 전의 나머지 범죄에 미친다고 보아서는 아니된다[8].

## 참고 문헌
- 손동권 신이철, 새로운 형사소송법(초판, 2013), 세창, 2013. ISBN 9788984114081